# Silnica (rzeka)

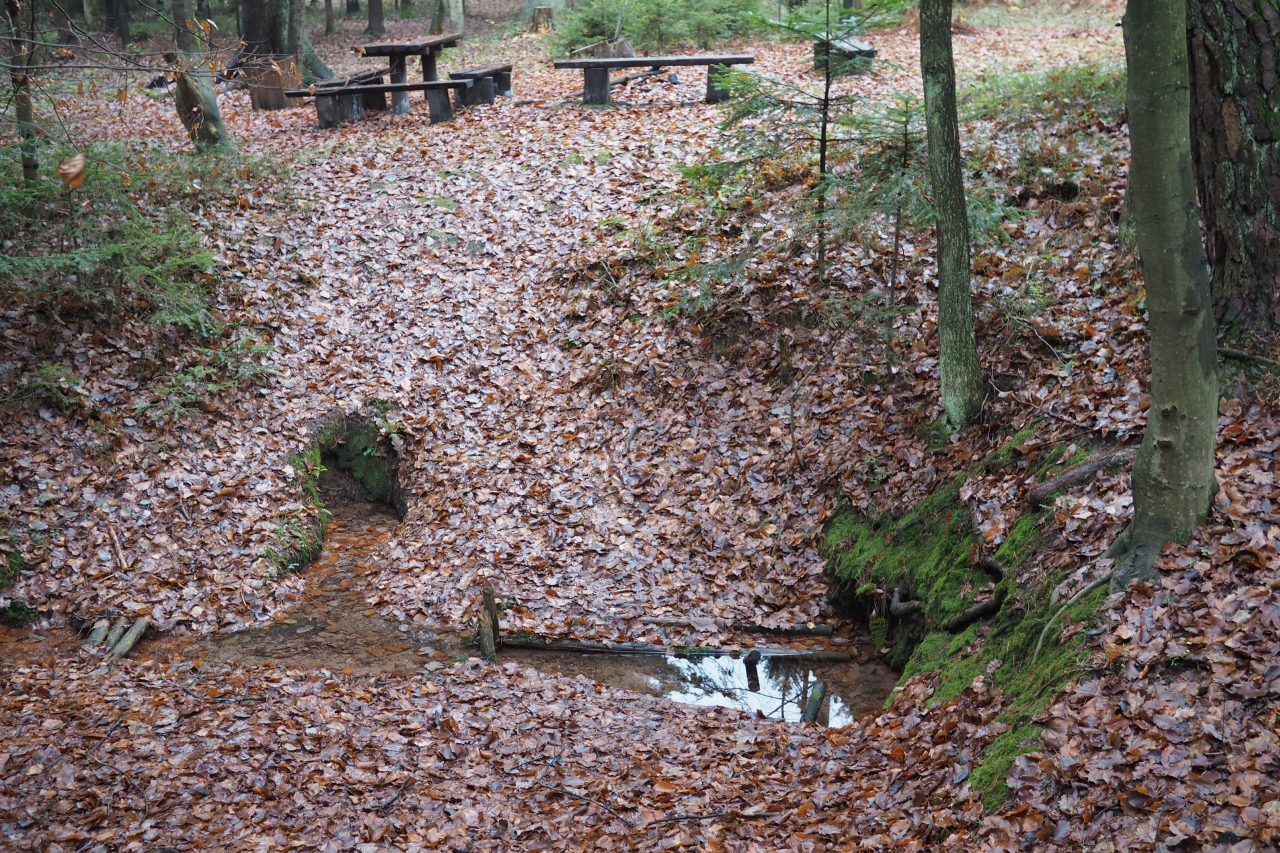
Źródła Silnicy

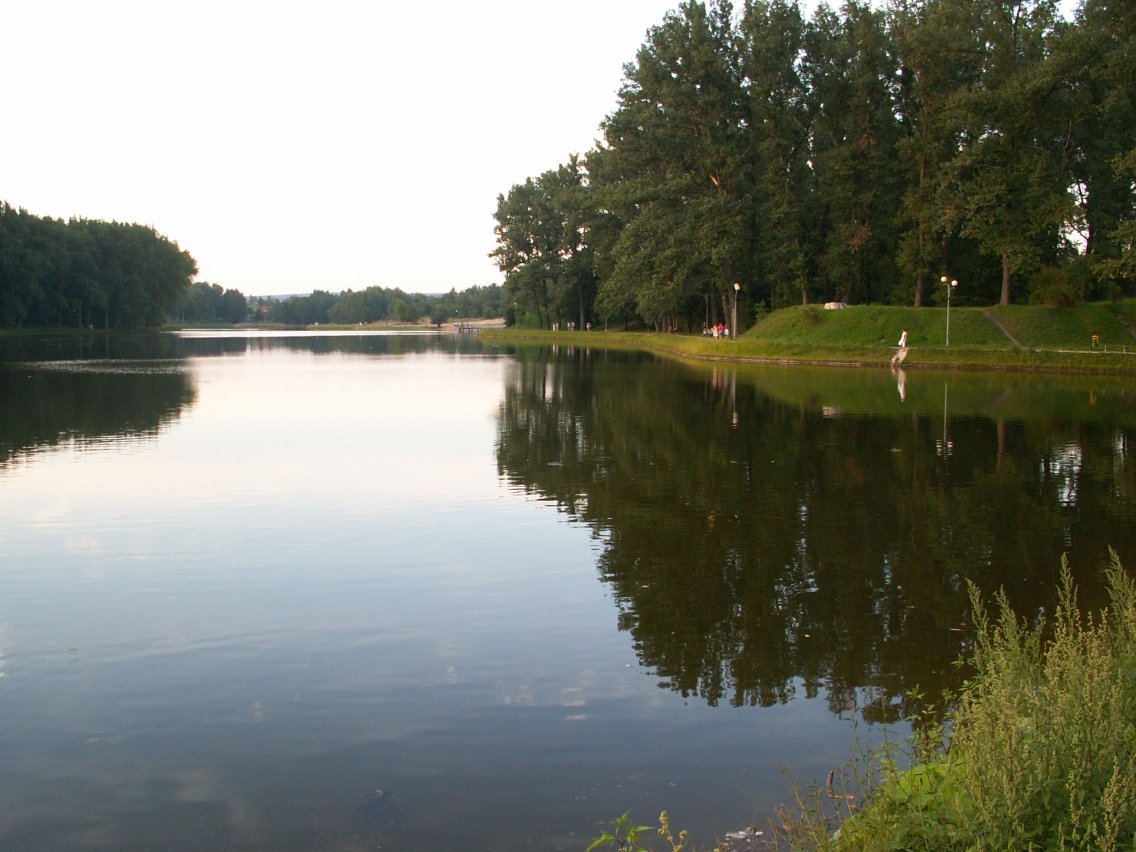
Zalew miejski na Silnicy

Silnica – rzeka biorąca początek na południowo-wschodnim stoku Sosnowicy, na wysokości ok. 370 m n.p.m., o długości 17,4 km. Płynie m.in. przez Kielce, uchodzi do Bobrzy. Ma charakter rzeki górskiej ze spadkiem wynoszącym 6,4 ‰. Powierzchnia jej dorzecza wynosi 51,1 km², a długość na terenie miasta wynosi 17,0 km.
Na jej biegu w Kielcach znajduje się sztuczny zbiornik wodny o powierzchni ok. 9 ha, zwany Zalewem Kieleckim.
Koryto rzeki od połowy 2006 wchodzi w skład Kieleckiego Obszaru Chronionego Krajobrazu.
Silnicę zasilają liczne źródełka, stanowiące jej dopływy. Jednym z przykładów może być źródełko, które mieszkańcy miejscowości Dąbrowa na pograniczu Kielc i gminy Masłów nazywają źródełkiem św. Michała Archanioła, ale nie jest to jego formalna nazwa.

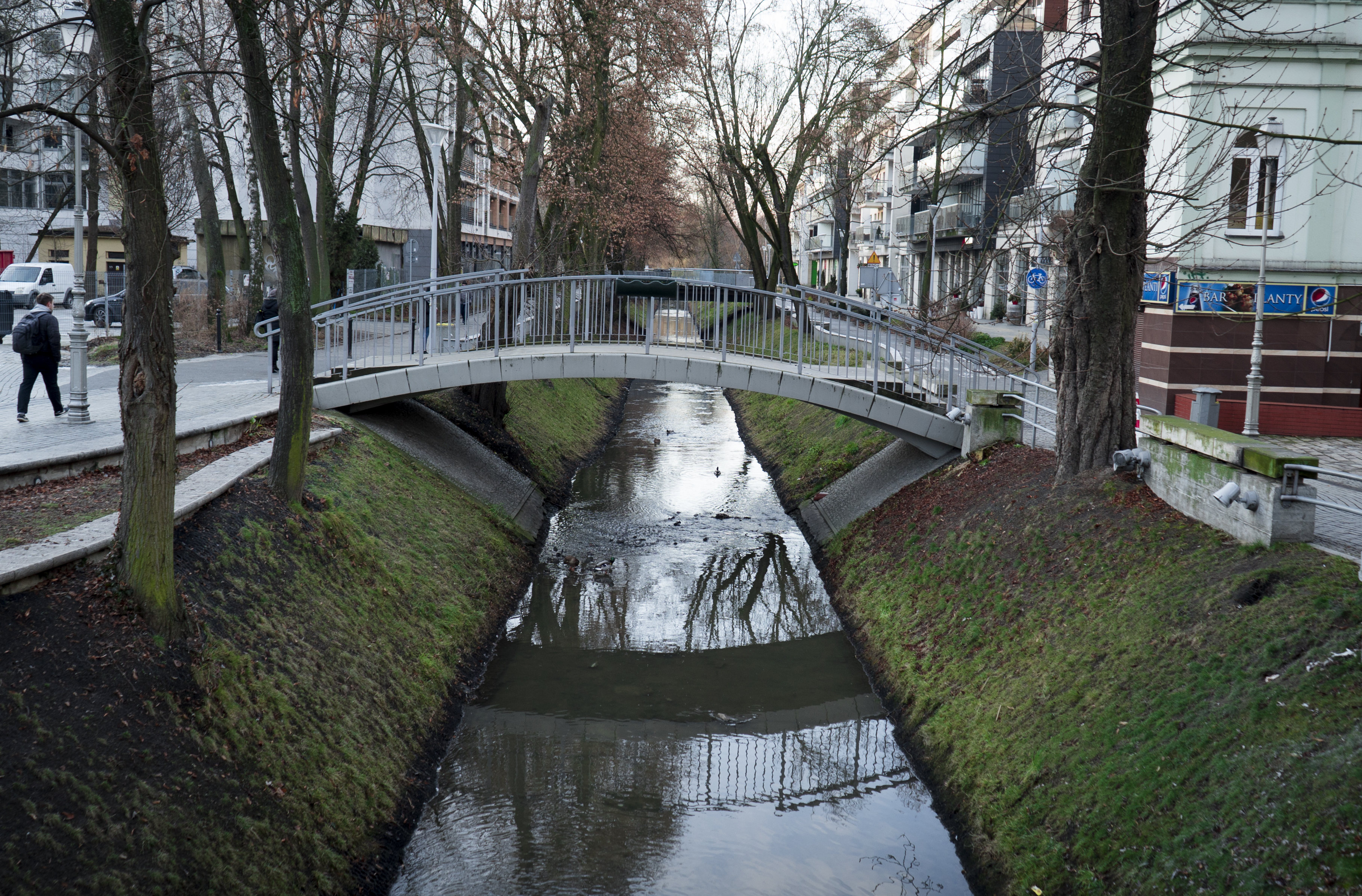
Silnica w okolicach skrzyżowania Plant i Sienkiewicza w Kielcach

## Historyczna Silnica i pochodzenie nazwy
Dawniej Silnicą (można spotkać też nazwę Sielnica) określana była rzeka, której źródła znajdowały się na wschód od kościoła św. Wojciecha w okolicach dzisiejszej ulicy Źródłowej (stąd wywodzi się jej obecna nazwa). Płynęła wzdłuż ulic: IX Wieków Kielc, Bodzentyńskiej, od której odchodziła na wysokości kościoła św. Wojciecha, a dalej wzdłuż Silnicznej (także zawdzięcza nazwę ciekowi) i Piotrkowskiej, gdzie łączyła się w okolicy mostu na ulicy IX Wieków Kielc z rzeką, której wcześniejsza nazwa brzmiała Dąbrówka.
Według legendy książę Mieszko, syn Bolesława Śmiałego, w czasie polowania w tutejszych lasach, strudzony napił się wody ze źródła i odzyskał siły. Stąd nazwa Silnica. A po znalezieniu w pobliżu kłów zwierzęcia założył osadę Kiełce (Kielce).
Oryginalny opis rzeki przepływającej przez Kielce daje ksiądz Jacek Ludwik Pycia (1877-1942). „Do rzeki Silnicy wpadały z prawej strony: spod Niewachlowa rzeka z głębokim na niej stawem (stąd pole koło tej rzeki zwie się na Głęboczce), od Czarnowa koło obecnej fabryki „Społem” pod most kolejowy płynąca struga przez stawy koło posesji Jabłonowskich wpadała do Silnicy, a właściwie do stawu użytkowanego przez seminarium duchowne (w obecnym ogrodzie miejskim) no i struga z drogi pod Karczówką (obecnie w nizinie wydobywa się woda) wpadająca do stawu wikariuszów kolegiaty (obecna nizina koło fabryki „Granat” i podwyższony tor kolejowy przechodzący przez staw dawny), a stąd do Silnicy koło karczmy na Zielonce. Z lewej strony do Silnicy wpadają wody ze źródeł i z pól koło kościółka Św. Wojciecha i przedmieścia Bożęckiego, z pól na Wielkopolu i kaplicy Św. Leonarda, z góry kolegiackiej, od zamku, z miasta. Na Silnicy były dwa młyny biskupie: jeden z prawej strony rzeki naprzeciwko łąk posesji kanonii Szewińskiej i Szydłówkowskiej (mniej więcej gdzie wodociąg kolejowy, a dzisiaj tor sportowy) między Silnicą i ulicą Czystą (Focha), a drugi na Pakoszu. Na Silnicy były trzy stawy biskupie: jeden niedaleko młyna, drugi oddany na użytek seminarium niedaleko stawu biskupiego (w obecnym ogrodzie miejskim) trzeci na Pakoszu. Nadto były stawy i wśród pól miejskich, np. o których czytamy: staw przy drodze Bożęckiej (późniejsza Karpowicizna na posesji Jarońskich), koło kościoła Św. Wojciecha prałat kustosz ma pole ze stawem i łąkami – obok pola kustosza było pole należące do wójta kieleckiego ze stawem i łąkami (obecna posesja należąca do schroniska kapłanów). Niemal przed każdym domem były sadzawki. Sadzawka była przed dawnym ratuszem w rynku. Sadzawki mieli organista i nauczyciel szkoły na placu Marii Panny. Woda deszczowa nieraz przerywa groble sadzawkowe i ryby uciekają do Silnicy.”
Do lat 20. XX wieku w mieście nie było kanalizacji i do Silnicy trafiały wszelkie nieczystości z okolicznych domów, a także hoteli „Bristol” i „Polski”, wynikiem czego z rzeki unosił się uciążliwy odór. W celu poprawy sytuacji w 1908 i 1917 roku podejmowane były nieudane próby nakrycia Silnicy kanałem. Dopiero w 1927 wraz z kanalizacją miasta Silnica została częściowo zakryta i schowana pod ziemią. Całkowitego przykrycia dawnej Silnicy dokonano w latach 50. XX wieku.
Obecnie ciek nosi nazwę Silniczka, która została nadana podczas porządkowania nazw ulic w celu odróżnienia starej rzeki od obecnej.
W 2011 roku, podczas budowy ulicy Lecha Kaczyńskiego, będący w złym stanie stary ceglany kanał został zastąpiony rurami z polietylenu.